# Giancarlo Ferrari
Giancarlo Ferrari (Abbiategrasso, 22 de octubre de 1942) es un deportista italiano que compitió en tiro con arco, en la modalidad de arco recurvo.
Participó en cinco Juegos Olímpicos de Verano, entre los años 1972 y 1988, obteniendo dos medallas de bronce, en Montreal 1976 y Moscú 1980, ambas en la prueba individual.
Ganó una medalla de plata en el Campeonato Mundial de Tiro con Arco al Aire Libre de 1977 y dos medallas de bronce en el Campeonato Europeo de Tiro con Arco al Aire Libre, en los años 1974 y 1976.

## Palmarés internacional
| Juegos Olímpicos                 | Juegos Olímpicos       | Juegos Olímpicos  | Juegos Olímpicos |
| Año                              | Lugar                  | Medalla           | Prueba           |
| -------------------------------- | ---------------------- | ----------------- | ---------------- |
| 1976                             | Montreal (Canadá)      | Medalla de bronce | Individual       |
| 1980                             | Moscú (URSS)           | Medalla de bronce | Individual       |
| Campeonato Mundial al Aire Libre |                        |                   |                  |
| Año                              | Lugar                  | Medalla           | Prueba           |
| 1977                             | Canberra (Australia)   | Medalla de plata  | Equipo           |
| Campeonato Europeo al Aire Libre |                        |                   |                  |
| Año                              | Lugar                  | Medalla           | Prueba           |
| 1974                             | Zagreb (Yugoslavia)    | Medalla de bronce | Equipo           |
| 1976                             | Copenhague (Dinamarca) | Medalla de bronce | Equipo           |